# Tom de Mulder
Tom de Mulder, né le 10 mai 1993 à Gand, est un joueur professionnel de squash représentant la Belgique. Il atteint le 152e rang mondial en juin 2013, son meilleur classement. Il est champion de Belgique en 2012.

## Palmarès

### Titres
- Championnats de Belgique : 2012